# Nguyễn Đăng Khoa
Nguyễn Đăng Khoa (sinh năm 1953) là một chính trị gia người Việt Nam. Ông từng là Thứ trưởng Bộ Nông nghiệp và Phát triển nông thôn Việt Nam (2011-2013), Chủ tịch Ủy ban nhân dân tỉnh Bắc Giang (2008-2010).

## Giáo dục
Ông có bằng Thạc sĩ Kinh tế.

## Sự nghiệp
Sáng 8/5/2008, tại kỳ họp thứ 12 (kỳ họp bất thường), HĐND tỉnh Bắc Giang đã bầu ông Nguyễn Đăng Khoa, Phó Bí thư Tỉnh uỷ, Phó Chủ tịch Thường trực UBND tỉnh làm Chủ tịch UBND tỉnh Bắc Giang.
Tháng 12 năm 2010, Thủ tướng Chính phủ ký quyết định điều động, bổ nhiệm ông Nguyễn Đăng Khoa, Chủ tịch Ủy ban nhân dân tỉnh Bắc Giang, giữ chức Phó trưởng Ban Chỉ đạo Chương trình Mục tiêu Quốc gia xây dựng nông thôn mới (Quyết định số 2199/QĐ-TTg).
Từ 6/6/2011, ông nhậm chức Thứ trưởng Bộ Nông nghiệp và Phát triển nông thôn.
Ông nghỉ hưu theo chế độ từ 1/4/2013.

## Sau khi nghỉ hưu
Năm 2016, ông là cố vấn cao cấp của Công ty Cổ phần Tiến bộ quốc tế (AIC), doanh nghiệp hoạt động kinh doanh đa ngành nghề, trong đó đặc biệt chú trọng lĩnh vực nông nghiệp.